# Monaco op het Eurovisiesongfestival 1975
Monaco nam deel aan het Eurovisiesongfestival 1975, gehouden in Stockholm, Zweden. Het was de 17de deelname van het land op het Eurovisiesongfestival.

## Selectieprocedure
Monaco koos zijn inzending voor het Eurovisiesongfestival 1975 via een interne selectie.
Er werd gekozen voor Sophie met het lied Une chanson c'est une lettre.

## In Stockholm
In Stockholm moest Monaco als 14de aantreden na Turkije en voor Finland.
Aan het einde van de puntentelling bleek Sophie als 13de te zijn geëindigd met 22 punten in totaal.

### Gekregen punten

#### Finale
| 12 punten | 10 punten   | 8 punten               | 7 punten                                 | 6 punten |
| --------- | ----------- | ---------------------- | ---------------------------------------- | -------- |
|           |             |                        |                                          |          |
| 5 punten  | 4 punten    | 3 punten               | 2 punten                                 | 1 punt   |
| - Italië  | - Luxemburg | - Duitsland - Portugal | - Verenigd Koninkrijk - Israël - Finland | - Malta  |

### Punten gegeven door Monaco

#### Finale
Punten gegeven in de finale:
| 12 punten | Verenigd Koninkrijk |
| 10 punten | Nederland           |
| 8 punten  | Finland             |
| 7 punten  | Frankrijk           |
| 6 punten  | Zweden              |
| 5 punten  | Zwitserland         |
| 4 punten  | Spanje              |
| 3 punten  | Turkije             |
| 2 punten  | Noorwegen           |
| 1 punt    | Italië              |

1959 · 1960 · 1961 · 1962 · 1963 · 1964 · 1965 · 1966 · 1967 · 1968 · 1969 · 1970 · 1971 · 1972 · 1973 · 1974 · 1975 · 1976 · 1977 · 1978 · 1979 · 1980-2003 · 2004 · 2005 · 2006 · 2007-2025